# シャークネード ラスト・チェーンソー 4DX
『シャークネード ラスト・チェーンソー 4DX』（The Last Sharknado: It's About Time）は、2018年のアメリカ合衆国のテレビ映画。『シャークネード』シリーズの6作目にして完結編。
アメリカ合衆国では2018年8月19日に『Syfy』にて初放映された。日本では2018年11月2日よりムービープラスの配給でユナイテッド・シネマ、シネプレックスの4DX劇場にて全国公開された。
ソフトでは『シャークネード6 ラスト・チェーンソー』という邦題になっている。

## あらすじ
前作のラストシーンで、シャークネードにより全てを失ったフィンは、突然現れた大人になった息子ギルの手引きで、歴史を書き換えるための時間旅行へと出かけることになった。恐竜や古代サメが生息する太古の時代へと飛ばされたフィンは、ギルからその時代の「シャークネード1号」を倒すよう指示を受けるが、恐竜たちの妨害を受ける。そんな彼を助けたのは死んだはずのノヴァとブライアン、そしてエイプリルだった。フィンは彼女たちと協力してシャークネード1号を倒すが、これは時空を超えた戦いの始まりにすぎなかった。

## キャスト
フィン・シェパード
演 - アイアン・ジーリング、日本語吹替 - 堀内賢雄
シャークネードにより全てを失った男。悲惨な未来を変えるべく、過去の時代のシャークネードを倒すため、息子ギルの手引きで時間旅行へと出かける。本作では、中世の時代で聖剣エクスカリバー（チェーンソー）といった、行く先々の時代の武器で戦う。
エイプリル・シェパード
演 - タラ・リード、日本語吹替 - ちふゆ
フィンの妻。3作目のラストで一度死亡するのだが、その前にギルが過去の時代へ飛ばしていた。そのため4作目で受けるはずのサイボーグ手術もなされておらず、本作では生身の体である。シャークネードを倒すフィンの旅に同行する。
もう一人のエイプリル
演 - タラ・リード、日本語吹替 - ちふゆ
フィンの妻。過去のシャークネードとの戦いでサイボーグ化している。前作のラストでシャークネードから世界を救うため体が大破し、頭部のみの状態でフィンのカバンに入っている。体を失っても多彩な機能は健在。物語の中盤、1997年に海に落ちて一人取り残されたことでフィンを恨み、20013年の世界では機械のサメや自身と同じサイボーグのエイプリル軍団を率いて女王として君臨、スカイから「エイプリルの惑星」と形容される。
ノヴァ・クラーク
演 - カサンドラ・スケルボ、日本語吹替 - 小若和郁那
フィンと共に幾度もシャークネードと戦った女性。前作にて死亡したかと思われていたが、実はギルにより過去の時代へ飛ばされていた。シャークネードを倒すフィンの旅に同行する。祖父をサメに殺された過去を持ち、サメを激しく憎んでいる。祖父が死ぬ運命を変えようと企み、フィンから歴史改変をしないよう諫められている。
ブライアン
演 - ジュダ・フリードランダー、日本語吹替 - 高木渉
フィンの友人である。2作目にて死亡したかと思われていたが、実はギルにより過去の時代へ飛ばされていた。シャークネードを倒すフィンの旅に同行する。自称物理と歴史の教師。
スカイ
演 - ヴィヴィカ・A・フォックス、日本語吹替 - 夏谷美希
フィンの元恋人。2作目にて死亡したかと思われていたが、実はギルにより過去の時代へ飛ばされていた。シャークネードを倒すフィンの旅に同行する。
ニュー・ブライアン
演 - デブラ・ウィルソン
フィン一行が中世の時代に現れた際、時空を超えた影響で女性の姿に変わったブライアン。
モルガナ
演 - アラスカ
魔女。中世の時代でフィン一行を妨害する。
マーリン
演 - ニール・ドグラース・タイソン、日本語吹替 - 三上哲
魔術師。中世の時代でギルを保護していた。
ウインター
演 - マリーナ・サーティス
マーリンの従者。
ベンジャミン・フランクリン
演 - レスリー・ジョーダン
独立戦争の時代でフィン一行が出会う。
ジョージ・ワシントン
演 - ダレル・ハモンド
独立戦争のアメリカの総司令官。
アレクサンダー・ハミルトン
演 - ベン・スタイン
ジョージ・ワシントンの副官。
イギリスの艦長
演 - デクスター・ホーランド
独立戦争のイギリスの艦長。
イギリスの一等航海士
演 - ヌードルズ
独立戦争のイギリスの一等航海士。
保安官
演 - ディー・スナイダー、日本語吹替 - 三上哲
西部開拓時代の保安官。
ビリー・ザ・キッド
演 - ジョナサン・ベネット
西部開拓時代のアウトロー。
30歳のギル
演 - クリス・オーウェン、日本語吹替 - 浪川大輔
西部開拓時代にいた30歳のギル
ランド・マクドナルド
演 - ギルバート・ゴットフリード
1950年代のテレビのレポーター。
レイ・マーティン
演 - トリ・スペリング
1950年代の若かりし頃のフィンの母。
ギリー・シェパード
演 - ディーン・マクダーモット
1950年代の若かりし頃のフィンの父。
レイとギリーを演じたトリ・スペリングとディーン・マクダーモットは実際に夫婦である。
クイントのシンガー
演 - アンソニー・C・フェランテ
1950年代のビーチでシャークダンスの歌を歌うグループ「クイント」のシンガー。
演じているのは本シリーズの監督である。
グランパ・クラーク
演 - クリストファー・ナイト、日本語吹替 - 三上哲
ノヴァの祖父。彼女の親代わりだった。1997年に乗ったボートが沈没し、サメに襲われて死んでいる。
幼い頃のノヴァ
演 - カタリーナ・スケルボ
1997年の幼いノヴァ。
演じているカタリーナ・スケルボは、現在のノヴァを演じるカサンドラ・スケルボの姪。
チャーターボートの船長
演 - バーニー・コペル
ノヴァの祖父がチャーターしたボートの船長。
サンティアゴ船長
演 - イスラエル・サエス・デ・ミゲル
サイボーグのエイプリルを拾った船の船長。闇取引に手を染める犯罪者。
クレオパトラ
演 - ラトーヤ・ジャクソン
時空が崩れたことでフィンの前に現れる。
孔子
演 - ジェームズ・ホン
時空が崩れたことでフィンの前に現れる。
マリー・アントワネット
演 - アイリーン・デヴィッドソン
時空が崩れたことでフィンの前に現れる。
モハメド・アリ
演 - シャド・ガスパード
時空が崩れたことでフィンの前に現れる。
ジョー・ルイス
演 - ジェイソン・ポール
時空が崩れたことでフィンの前に現れる。
マット・シェパード
演 - チャック・ヒッティンガー
フィンとエイプリルの息子。
クラウディア・シェパード
演 - ライアン・ニューマン
フィンとエイプリルの娘。
メイ・ウェクスラー
演 - ボー・デレク
エイプリルの母。
ウィルフォード・ウェクスラー
演 - ゲイリー・ビジー
エイプリルの父。
マーティン・ブロディ
演 - マーク・マクグラス
フィンの義理の弟。
ジェム
演 - マシエラ・ルーシャ
フィンの姪。
ジョージ
演 - ジョン・ハード（アーカイブ出演）、日本語吹替 - 三上哲
フィンの店の常連客。
演じたジョン・ハードは2017年に死去しており、本作では1作目のアーカイブ映像を使って出演している。
アル・ローカー
演 - 本人
『Today』のお天気キャスター。2作目からシリーズに連続で出演している。
この他にも数多くの有名人がカメオ出演している。